# خورخوره (بوکان)

خورخوره (بوکان)، روستایی از توابع بخش مرکزی شهرستان بوکان در استان آذربایجان غربی ایران است. روستای خورخوره حدود ۷۰ کیلومتر از شهرستان بوکان است.

## جمعیت
این روستا در دهستان ایل‌گورک قرار دارد و براساس سرشماری مرکز آمار ایران در سال ۱۳۸۵، جمعیت آن ۴۴۰ نفر (۶۱ خانوار) بوده‌است.